# Johan Devos
Johan Devos (Roeselare, 10 de maig de 1966) va ser un ciclista belga, que fou professional entre 1988 i 1994. del seu palmarès destaca el Circuit de Houtland de 1992.

## Palmarès
- 1987
  - Vencedor d'una etapa a la Volta a Bèlgica amateur
- 1988
  - 1r a l'Omloop Mandel-Leie-Schelde
- 1989
  - 1r al Gran Premi del 1r de maig - Premi d'honor Vic de Bruyne
- 1990
  - 1r a la Gullegem Koerse
- 1992
  - 1r al Circuit de Houtland
  - 1r al Gran Premi Stad Sint-Niklaas
- 1993
  - 1r al Brussel·les-Ingooigem